# Combined diesel and gas
Combined diesel and gas (CODAG), en français : diesel et gaz combinés, est un type de système de propulsion pour les navires qui ont besoin d’une vitesse maximale considérablement plus rapide que leur vitesse de croisière, en particulier les navires de guerre comme les frégates modernes ou les corvettes.

Principe d’un système CODAG, avec des boîtes de vitesses diesel à deux vitesses

Lancé par l’Allemagne avec la frégate de classe Cologne, un système CODAG se compose de moteurs diesel, pour la vitesse de croisière, et de turbines à gaz qui peuvent être activées pour les transits à grande vitesse. Dans la plupart des cas, la différence de puissance de sortie entre les moteurs diesel seuls et la puissance combinée des diesels et des turbines est trop importante pour que les hélices à pas contrôlable limitent les rotations, de sorte que les diesels ne peuvent pas continuer à fonctionner sans modifier les rapports de transmission de leurs transmissions. Pour cette raison, des boîtes de vitesses spéciales à plusieurs vitesses sont nécessaires. Cela contraste avec les systèmes combinés diesel ou gaz (CODOG), qui couplent les diesels avec l’arbre d'hélice via une simple boîte de vitesses à rapport fixe, mais qui désengagent les moteurs diesel lorsque la turbine est sous tension.
Par exemple, dans les nouvelles frégates de classe Fridtjof Nansen propulsées par CODAG de la Marine royale norvégienne, le rapport de démultiplication du moteur diesel est passé d’environ 1:7,7 (moteur:hélice) pour le diesel uniquement à 1:5,3 en mode diesel et turbine. Certains navires ont même trois rapports d’engrenage différents pour les moteurs diesel : un pour chacun des diesels utilisés isolément, un pour les deux diesels ensemble, et le troisième lorsque la turbine à gaz est engagée.
Un tel système de propulsion a un encombrement plus réduit qu’un moteur diesel seul pour la même puissance maximale, car des moteurs diesels plus petits peuvent être utilisés, et la turbine à gaz et la boîte de vitesses n’ont pas besoin de beaucoup d’espace supplémentaire. Néanmoins, il conserve le rendement énergétique élevé des moteurs diesel en croisière, ce qui permet une plus grande autonomie et des coûts en carburant inférieurs à ceux des turbines à gaz seules. D’autre part, un engrenage plus complexe, lourd et gênant est nécessaire.
La vitesse de croisière typique des navires de guerre CODAG à moteur diesel est de 20 nœuds (37 km/h) et la vitesse maximale typique avec turbine allumée est de 30 nœuds (56 km/h).

## Turbines et diesels sur des arbres séparés
Parfois, la disposition faisant appel à un moteur diesel et la turbine à gaz utilisant chacun ses propres arbres et hélices est également appelée CODAG. De telles installations évitent l’utilisation d’une boîte de vitesses de commutation compliquée, mais elles présentent certains inconvénients par rapport aux vrais systèmes CODAG :
- Étant donné qu’il faut utiliser plus d’hélices, elles doivent être plus petites et donc moins efficaces.
- Les hélices des systèmes inactifs provoquent une traînée.

## CODAG WARP
CODAG Water jet And Refined Propeller (WARP) est un système développé par Blohm + Voss en option pour leur gamme de navires MEKO. Il entre également dans cette catégorie CODAG, mais il évite les problèmes mentionnés ci-dessus. CODAG WARP utilise deux moteurs diesel pour entraîner deux hélices dans un arrangement combiné diesel et diesel (CODAD), c’est-à-dire que les deux arbres peuvent également être alimentés par n’importe quel des moteurs tout seul, et un hydrojet central alimenté par une turbine à gaz. L’hydrojet ne provoque pas de traînée quand il est inactif, et comme sa buse peut être placée plus à l’arrière et plus haut, cela n’affecte pas la taille des hélices.

## CODAG-électrique
Une autre façon de combiner les deux types de moteurs est de les connecter à des générateurs et d’entraîner les hélices électriquement comme dans un diesel-électrique. Voir Combiné diesel-électrique et gaz (CODLAG) et Propulsion électrique intégrée (PEI). Cela permet également les nacelles d’hélice, les moteurs de propulsion étant situés à l’intérieur des pods.

## Véhicules terrestres
Le Stridsvagn 103 suédois utilise un moteur diesel pour la marche avant à vitesse lente et prendre sa visée, et une turbine à gaz pour une puissance supplémentaire.